# Иван Странски (почвовед)
 Тази статия е за почвоведа.  За физикохимика вижте Иван Странски (физикохимик).  
Иван Тодоров Странски е български почвовед.
Роден е на 18 април 1886 година в Сливен в семейството на Тодор Иванов Странски от калоферския род Странски.  Негов чичо е революционерът и политик Георги Странски, а физикохимикът Иван Странски му е първи братовчед.
Съосновател е на Агрономическия факултет на Софийския университет „Свети Климент Охридски“, където от 1921 до 1951 година завежда катедрата по общо земеделие. През 1924 – 1925 година е декан на факултета, от 1926 година е извънреден и редовен професор.  Той е член-кореспондент на Българската академия на науките от 1929 година и академик на БАН от 1943 г.
След Деветосептемврийския преврат е смятан от комунистическия режим за политически неблагонадежден, а след публичните му критики към налаганото от диктатора Вълко Червенков масово прилагане на дълбоката оран е отстранен от Университета.
Иван Странски умира на 29 октомври 1959 година в София.